# Sineugraphe yunnanensis
Sineugraphe yunnanensis är en fjärilsart som beskrevs av Charles Boursin 1954. Sineugraphe yunnanensis ingår i släktet Sineugraphe och familjen nattflyn. Inga underarter finns listade i Catalogue of Life.